# Evocation I — The Arcane Dominion
Evocation I: The Arcane Dominion — третій студійний альбом швейцарської фолк-метал групи Eluveitie. Він був випущений 17 квітен 2098 року під лейблом Nuclear Blast. На відміну від попередніх робіт, даний альбом практично повністю акустичний. Вокальні партії виконуються переважно Анною Марфі, яка грає на колісній лірі. На обкладинці альбому зображений кельтський бог природи — Кернунос. Деякі тексти пісень написані на основі галльських написів.

## Список пісень
| #     | Назва                                  | Тривалість |
| ----- | -------------------------------------- | ---------- |
| 1.    | «Sacrapos - At First Glance»           | 2:01       |
| 2.    | «Brictom»                              | 4:22       |
| 3.    | «A Girls Oath»                         | 1:18       |
| 4.    | «The Arcane Dominion»                  | 5:43       |
| 5.    | «Within the Grove»                     | 1:52       |
| 6.    | «The Cauldron of Renascence»           | 2:05       |
| 7.    | «Nata»                                 | 4:02       |
| 8.    | «Omnos»                                | 3:48       |
| 9.    | «Carnutian Forest»                     | 3:17       |
| 10.   | «Dessumiis Luge»                       | 3:28       |
| 11.   | «Gobanno»                              | 3:15       |
| 12.   | «Voveso in Mori»                       | 4:09       |
| 13.   | «Memento»                              | 3:20       |
| 14.   | «Ne Regv Na»                           | 5:07       |
| 15.   | «Sacrapos - The Disparaging Last Gaze» | 2:43       |
| 50:24 |                                        |            |

## Чарти
| Чарт                                         | Найвища позиція |
| -------------------------------------------- | --------------- |
| Німеччина German Albums (Offizielle Top 100) | 60              |
| Швейцарія Swiss Albums (Schweizer Hitparade) | 20              |
| Франція French Albums (SNEP)                 | 195             |